# Ranggeh
Ranggeh is een bestuurslaag in het regentschap Pasuruan van de provincie Oost-Java, Indonesië. Ranggeh telt 2092 inwoners (volkstelling 2010).